# Karen Cockburn
Karen Cockburn (ur. 2 października 1980 w Toronto) — kanadyjska gimnastyczka, trzykrotna medalistka olimpijska, medalistka mistrzostw świata.
Trzykrotna medalistka igrzysk olimpijskich (dwukrotnie srebro i jeden brąz) w konkurencji skoków na trampolinie.

## Osiągnięcia
| Rok  | Zawody               | Miasto | Miejsce | Konkurencja              | Pkt   |
| ---- | -------------------- | ------ | ------- | ------------------------ | ----- |
| 2000 | Igrzyska olimpijskie | Sydney | 3       | Trampolina indywidualnie | 37.40 |
| 2004 | Igrzyska olimpijskie | Ateny  | 2       | Trampolina indywidualnie | 39.20 |
| 2008 | Igrzyska olimpijskie | Pekin  | 2       | Trampolina indywidualnie | 37.0  |